# (22732) Jakpor
(22732) Jakpor est un astéroïde de la ceinture principale d'astéroïdes.

## Description
(22732) Jakpor est un astéroïde de la ceinture principale d'astéroïdes. Il fut découvert le 26 septembre 1998 à Socorro (Nouveau-Mexique) par le projet LINEAR. Il présente une orbite caractérisée par un demi-grand axe de 3,17 UA, une excentricité de 0,20 et une inclinaison de 1,3° par rapport à l'écliptique.

## Compléments